# 15528 Martinsmedina
15528 Martinsmedina este o planetă minoră (asteroid) din centura de asteroizi. A fost descoperită pe 3 ianuarie 2000 la Experimental Test Site⁠(d) de Lincoln Near-Earth Asteroid Research. 
Obiectul prezintă o orbită caracterizată de o semiaxă mare de 2,1987837 UAi, o excentricitate de 0,19, o înclinație de 4,31977 ° în raport cu ecliptica.